# Cámaras matriciales
El término cámaras matriciales o cámaras de área se refiere a que el sensor de la cámara cubre un área o que está formado por una matriz de píxeles. Una cámara matricial produce una imagen de un área, normalmente con una relación de aspecto de 4 a 3. Esta relación viene de los tiempos de las cámaras Vidicon y de los formatos de cine y televisión. Actualmente existen muchas cámaras que ya no mantienen esta relación y que no siguen los formatos de la televisión. Los sensores de cámaras modernos son mayoritariamente CCD (Charge Coupled Devices) que utilizan material sensible a la luz para convertir los fotones en carga eléctrica. Miles de diodos sensibles se posicionan de forma muy precisa en una matriz y los registros de desplazamiento transfieren la carga de cada píxel para formar la señal de video.

## Tecnología de los sensores CCD
Los tamaños de los CCD están definidos en pulgadas, sin embargo su tamaño real no tiene
nada que ver con el tamaño que viene especificado, sino que están basados en la relación de
los primeros CCD con los tubos Vidicon. Los formatos más comunes actualmente son de
1/3”, ½”,y 2/3”.

## Características de los sensores

### Factor de Relleno
El factor de relleno es el porcentaje del área de píxel que es sensible a la luz. El caso ideal es 100%, cuando los píxeles activos ocupan el 100% del área del sensor. Sin embargo, circuitos como los registros de lectura y los circuitos anti-blooming reducen este factor, en algunas ocasiones hasta al 30%. El efecto de esta reducción se traduce en una menor sensibilidad y en efectos de aliasing. Para mejorar esto, muchos sensores con bajo factor de relleno ( normalmente CCD con Transferencia Inter Línea ) utilizan microlentes que cubren cada uno de los píxeles incrementando la efectividad del factor de relleno.

## Tipo de Transferencia
Hay varios tipos de sensores por la forma de transferencia de transferencia de la información de los píxeles.
Transferencia Inter. Línea(ITL) Los CCD que incorporan esta tecnología son los más comunes y utilizan registros de desplazamiento, que se encuentran entre las líneas de píxeles y que se encargan de almacenar y transferir los datos de la imagen. La principal ventaja de este tipo de CCD es la alta velocidad de obturación, pero no son tan sensible y precisos
como otros tipos de tecnología. Tienen un bajo nivel de factor de relleno y un rango dinámico más bajo.
Transferencia de Cuadro- Los CCD que tienen este tipo de transferencia tienen un área dedicada al almacenamiento de la luz que está separada del área activa y otra área para los píxeles activos que permiten un mayor factor de relleno. El inconveniente en este tipo de sensores es que la velocidad de obturación no puede ser tan rápida y que el coste de estos
sensores es más alto al ser más grande su tamaño.
Cuadro Entero (Full Frame).- Son los CCD que tienen una arquitectura más simple. Emplean un registro paralelo simple para exposición de los fotones, integración de la carga y transporte de la carga. Se utiliza un obturador mecánico para controlar la exposición. El área total del CCD está disponible para recibir los fotones durante el tiempo de exposición.
El factor de relleno de estos tipos de CCD es del 100%.

## Estándares de video y formato entrelazado
Hay distintos estándares de transmisión de señales de video entre la cámara y otros sistemas como monitores de TV, frame grabbers o videos. Cada uno de estos estándares definen la frecuencia de la señal de video, el número de líneas por cuadro y el número de cuadros por segundo. Distintos comités internacionales establecieron estos estándares en los primeros
tiempos de la televisión. Cualquier tipo de señal de video que se ajusta a estos principios se denomina señal de video estándar. Los estándares más comunes en Europa son CCIR (Consultative Comitee for International Radio) y PAL (Phase Alternation by Line). Y en Estados Unidos, RS-170 (EIA) y NTSC (National Televisión System Comitee).
CCIR y RS-170 son estándares para video monocromo y PAL y NTSC son para color.
Las frecuencias de estas señales son las siguientes:
CCIR y PAL 625 Líneas Entrelazadas
25 cuadros por segundo ( 50 campos por segundo)
RS-170 y NTSC 525 Líneas entrelazadas
30 cuadros por segundo (60 campos por segundo)
Para las señales CCIR y PAL, las imágenes son capturadas a una velocidad de 25 imágenes por segundo. La señal de video entrelazada está compuesta por dos campos horizontales, el campo impar ( líneas de video horizontales impares) y el campo par ( líneas de video horizontales pares). El término entrelazado se refiere en la forma en que los campos son barridos secuencialmente, primero el campo impar y después del campo par, y entrelazados posteriormente para formar la imagen.
La mayoría de los monitores de televisión funcionan de esta forma, y de hecho el ojo humano no se da cuenta de que funcionan así debido a la gran velocidad de refresco.
En las aplicaciones de visión artificial, los objetos frecuentemente pasan con cierta velocidad por delante de la cámara. Cuando se utilizan cámaras entrelazadas, los objetos se han movido entre la captura del campo impar y la del campo par, el resultado es que la imagen aparece desenfocada y como si tuviera una doble exposición. Para paliar este efecto algunas cámaras entrelazadas pueden configurarse para leer solo un
campo. La resolución vertical en este caso es la mitad, pero la velocidad de captura de imagen se aumenta al doble ( 50 en el caso de CCIR o PAL). Esta forma de funcionamiento de la cámara se denomina modo campo o modo no entrelazado, y es muy
útil en muchas aplicaciones de visión. El modo campo puede proporcionar la ventaja adicional de tener el doble de sensibilidad si se utiliza la opción de binnig.
El término binnig se refiere a un modo especial de funcionamiento del CCD, donde se hace que el sensor lea 2 o más píxeles a la vez y la carga acumulada para cada uno de los píxeles se suma, de esta forma se reduce la resolución , pero se incrementa la velocidad, y la relación señal / ruido.
En aplicaciones con objetos en movimiento donde se necesita toda la resolución vertical, se deben utilizar las cámaras progresivas, que se describen más adelante, ya que se trata de cámaras con señal de video no estándar.

## Señal de video no estándar
Las señales de video no estándares, pueden ser una combinación de: Frecuencias no estándar, Resolución no estándar o Barrido progresivo. 

### Frecuencia No Estándar
Las señales de video que no se ajustan a uno de los estándares descritos anteriormente no puede n ser interpretadas por un frame grabber convencional con circuitos de codificación para estándares. Las cámaras que tienen este tipo de señal son las cámaras de alta velocidad o alta resolución o las cámaras que se activan mediante trigger, o captura asíncrona.

### Resoluciones No Estándar
En la actualidad están apareciendo un gran número de cámaras con mayor resolución de la estándar es decir con más píxeles. La señal CCIR una vez digitalizada permite obtener resoluciones de 768 * 576 píxeles, mientras que las nuevas cámaras denominadas megapixel tienen resoluciones de 1024 * 768, 1300 * 1030, o incluso superiores. Este tipo de cámaras se está utilizando cada vez más en aplicaciones de medida de precisión.

### Barrido Progresivo
El término barrido progresivo significa que toda la imagen, y no solo la mitad de ella, se acumula simultáneamente en un mismo instante. El resultado es una resolución vertical completa en formato de video no entrelazado. De esta forma se pueden capturar objetos en movimiento a la máxima resolución sin efecto de desenfoque. La mayoría de los sensores que se fabrican actualmente son entrelazados ( para aplicaciones de televisión y vigilancia). De forma que las cámaras progresivas tienen un
precio más elevado que las entrelazadas pero son más adecuadas para las aplicaciones de visión artificial.
- Datos: Q5026015